# Brauerei Wippra
La Brauerei Wippra est une brasserie à Wippra, village de Sangerhausen, dans le Land de Saxe-Anhalt.

## Histoire
La bière est brassée à l'emplacement actuel de la brasserie depuis 1480. Des poutres de la première église paroissiale de Wippras auraient servi dans la construction de la brasserie, rapporte Cyriacus Spangenberg dans sa Mansfeldische Chronica. Un document datant de 1552 indique que l'Amt de Rammelburg n'est autorisé à servir que de la bière de la brasserie de Wippra. La brasserie appartient à l'amt jusqu'au milieu du XIXe siècle. Elle devient alors une propriété privée. En 1919, la brasserie fonctionne sous le nom de Brauerei König jusqu'à ce qu'elle devienne une Volkseigener Betrieb en 1970 et incorporée à Mammut-Brauerei. La fin de la VEB est la fin temporaire de la brasserie de Wippra. La brasserie ne produit à nouveau de la bière qu'à partir de 2002.

## Architecture
Le rez-de-chaussée du bâtiment d'origine de la brasserie est en pierres des champs, tandis que l'étage supérieur est une structure à colombages. La brasserie s'agrandit au fil des années.